# Manicoré
Manicoré – miasto i gmina w Brazylii, w stanie Amazonas. Znajduje się w mezoregionie Sul Amazonense i mikroregionie Madeira.